# Estanislao Cantero
Estanislao Cantero Núñez es un jurista e historiador del derecho español.
Ha sido uno de los principales colaboradores de la revista Verbo, reivindicadora del legado de Acción Española, y órgano doctrinal del integrismo católico menendezpelayiano. Ha publicado obras como Educación y enseñanza: estatismo o libertad (1979), donde considera que la educación «es el proceso por el cual el hombre consigue ir haciendo uso de las facultades hasta lograr adquirir el hábito de ello»; El concepto del derecho en la doctrina española (1939-1998). La originalidad de Juan Vallet de Goytisolo (2000), un estudio sobre la figura y obra de este autor, al que considera su maestro; o La contaminación ideológica de la historia. Cuando los hechos no importan (2009), que desde un acendrado conservadurismo, versa sobre la manipulación de la historia con intereses políticos.
Fue también coautor junto con Francisco José Fernández de la Cigoña de Antonio de Campmany (1742-1813). Pensamiento, obra histórica, política y jurídica (1993).